# Гонкуровская академия
Гонкуровская академия (фр. Académie Goncourt) — литературное общество, основанное в 1900 году по завещанию Эдмона де Гонкура, составленному в 1896 году, в котором он присоединялся к пожеланию своего умершего ранее брата Жюля.
Гонкуровская академия ежегодно вручает премию за «творческое открытие в прозе, появившейся в этом году»; каждому члену общества должно быть предоставлено равное вознаграждение.
Осуществление воли Гонкуров, порученное ими Альфонсу Доде и Леону Эннику, встретило враждебное отношение их семьи и привело к юридическим баталиям, продолжавшимся до 1 марта 1900 года и задержавшим до этого учреждение литературного общества, а первая премия была вручена только в 1903 году.
Смерть Альфонса Доде в 1897 году помешала ему занять одно из мест в Академии, так что оно перешло к его сыну Леону Доде, тогда как другое досталось Леону Эннику.
Члены Гонкуровской академии собираются на ежемесячном обеде (первый вторник каждого месяца, кроме августа) в ресторане Друан в Париже.
Столкнувшись с критикой и обвинениями в кумовстве, геронтократии и конфликте интересов, Академия ввела в 2008 году правило, согласно которому, после восьмидесяти лет, члены академии становятся почетными членами без права голоса, а вместо них голосует вновь избранный более молодой писатель. Современное негласное правило, кроме того, гласит, что бывший член Академии не может выиграть Гонкуровскую премию.

## Современные члены Гонкуровской академии
- Дидье Декуэн[фр.], избран в 1995, с 2020 года — президент академии[1]
- Франсуаза Шандернагор, избрана в июне 1995
- Тахар Бен Желлун, избран 6 мая 2008
- Патрик Рамбо, избран 6 мая 2008
- Режи Дебре, избран в 2011
- Филипп Клодель, избран в 2012
- Пьер Ассулин, избран в 2012
- Эрик Эммануэль Шмитт, избран в 2016

## Список членов Гонкуровской академии покувертам

### Первый куверт
- 1900—1942 — Леон Доде
- 1942—1944 — Жан де ля Варанд[фр.]
- 1944—1954 — Колетт
- 1954—1970 — Жан Жионо
- 1971—1977 — Бернар Клавель
- 1977—2004 — Андре Стиль
- 2004—2024 — Бернар Пиво

### Второй куверт
- 1900—1907 — Жорис-Карл Гюисманс
- 1907—1910 — Жюль Ренар
- 1910—1917 — Жюдит Готье
- 1918—1924 — Анри Сеар[фр.]
- 1924—1939 — Поль Невё[фр.]
- 1939—1948 — Саша Гитри
- 1949—1983 — Арман Салакру
- 1983—2016 — Эдмонда Шарль-Ру
- с 2016    — Эрик Эммануэль Шмитт

### Третий куверт
- 1900—1917 — Октав Мирбо
- 1917—1947 — Жан Ажальбер
- 1947—1973 — Александр Арну[фр.]
- 1973—1995 — Жан Кероль
- с 1995 — Дидье Декуэн

### Четвёртый куверт
- 1900—1940 — Жозеф Рони (старший)
- 1940—1942 — Пьер Шампьон[фр.]
- 1943—1971 — Андре Бийи[фр.]
- 1971—2012 — Робер Сабатье

### Пятый куверт
- 1900—1948 — Жозеф Рони (младший)
- 1948—1967 — Жерар Боэ[фр.]
- 1967—1968 — Луи Арагон
- 1969—1983 — Арман Лану
- 1983—2008 — Даниэль Буланже
- с 2008 — Патрик Рамбо

### Шестой куверт
- 1900—1935 — Леон Энник
- 1936—1950 — Лео Ларжье[фр.]
- 1951—1977 — Ремон Кено
- 1977—2008 — Франсуа Нурисье
- с 2008 — Тахар Бен Желлун

### Седьмой куверт
- 1900—1918 — Поль Маргерит
- 1919—1923 — Эмиль Бержера[фр.]
- 1924—1937 — Рауль Поншон[фр.]
- 1938—1948 — Рене Бенжамен
- 1949—1971 — Филипп Эриа
- 1972—2011 — Мишель Турнье
- с 2011 — Режи Дебре

### Восьмой куверт
- 1900—1926 — Гюстав Жеффруа
- 1926—1929 — Жорж Куртелин
- 1929—1973 — Ролан Доржелес
- 1973—1995 — Эмманюэль Роблес
- с 1995 — Франсуаза Шандернагор

### Девятый куверт
- 1900—1925 — Элемир Бурж[фр.]
- 1926—1937 — Гастон Шеро[фр.]
- 1937—1958 — Франсис Карко
- 1958—1996 — Эрве Базен
- 1996—2011 — Хорхе Семпрун
- с 2012 — Филипп Клодель

### Десятый куверт
- 1900—1949 — Люсьен Декав
- 1950—1970 — Пьер Мак-Орлан
- 1970—2011 — Франсуаза Малле-Жорис
- с 2012 — Пьер Ассулин